# 洛雷鲁
洛雷鲁是葡萄牙阿威罗区的一个堂区。总面积21平方公里，总人口3491人，人口密度166.2人/平方公里。